# Жорж Леметр
Жорж Анри Жозеф Едуар Леметр или краће Жорж Леметр (фр. Georges Lemaître; Шарлроа, 17. јул 1894 — Левен, 20. јун 1966) био је белгијски католички свештеник, астроном и професор физике на Католичком универзитету у Левену. Предложио је теоретске основе свемира који се шири, које је астрономским посматрањима потврдио Едвин Хабл. Од Леметра је потекао закон данас познат као Хаблов закон и дао је прву претпоставку константе сада познате као Хаблова константа. Свој рад је објавио 1927. године, две године пре Хабловог чланка. Леметр је такође предложио оно што је касније постала теорија Великог праска о пореклу свемира, што је он назвао „хипотеза исконског атома” или „Космичко јаје”.

## Младост
Жорж је рођен у врло религиозној породици, што ће се касније одразити и на његов животни пут. Његов отац Жозеф Леметр (фр. Joseph Lemaître), иако је завршио студије права, одлучио је да буде дувач стакла, али се после пожара у локалној фабрици вратио у Брисел и посветио свом изворном занимању – праву. Мајка му је била Маргарит Ланоа Леметр (фр. Marguerite Lannoy Lemaître). Како и сам каже, Леметр је већ са девет година одлучио да његов животни пут буде испреплетан и науком и религијом, тј. да постане и свештено лице и научник. У једном интервјуу за Њујорк тајмс, присећајући се тих времена рекао је да, како је био одличан ђак, а нарочито пошто су му јако добро ишли тешки предмети као математика, и био је одушевљен знањем које је био у могућности да стекне у основној школи, било је сасвим логично да, следећи те ствари, тежи ка каријери једног научника. Са друге стране, скоро у исто време, а сам Леметр каже „чини ми се у истом месецу”, одлучио је да постане католички свештеник. „Интересовала ме је истина са становишта људског спасења, а такође и истина са становишта научне тачности”.
Са седамнаест година, после школовања у језуитској школи, почиње да студира на Католичком Универзитету у Левену 1914. године. По избијању Првог светског рата, као добровољац се пријављује у белгијску војску и постаје артиљеријски официр. Док је боравио у војсци, чита рад Анрија Поенкареа „Електрицитет и оптика” (фр. Electricite et optique), који га је повукао да размисли о својој будућој професији инжењера. По завршетку рата, Жорж Леметр је одликован Војним крстом за своје заслуге за време рата.

## Каријера
По повратку из рата вратио се на Универзитет у Левену на изучавање математике и физике, али је такође почео је и да се припрема за свештеништво. Године 1920. ради рад Апроксимација функција више реалних променљивих (фр. L’Approximation des fonctions de plusieurs variables réelles), под менторством Шарла Пусена (фр. Charles de la Valée-Poussin).
Леметр се 1923. године заредио (постао свештеник римокатоличке цркве). После заређења добија неколико стипендија које му омогућавају да студира у иностранству, тако да 1923. године постаје свршени студент астрономије на Универзитету у Кембриџу, проводећи једну годину на Сент Едмунд колеџу (енгл. St. Edmund’s College). Тамо се први пут упознао и радио са астрономом Артуром Едингтоном, који га је упутио у модерну космологију, звездану астрономију и нумеричку анализу. Године 1925. Леметр путује у САД, где похађа Харвард Универзитет и Технички институт у Масачусетсу, на којем му се одобрава научни докторат. Године 1925. враћа се у Белгију где постаје хонорарни предавач на Универзитету у Левену.
У то време (1922) Александар Александрович Фридман (1888-1925) је био објавио да се цео свемир шири, то јест да се све галаксије удаљавају једна од друге, али његово писање првобитно није имало већи одјек.
Мисао да се цео свемир шири није била шире прихваћена у време када је Леметр почео са радом на томе који ће му донети међународну пажњу и који ће објавити 1927. године у Аналима научног удружења из Брисела под називом Хомогени Свемир константне масе и растућег радијуса рачунат за радијалне брзине извангалактилких маглина. У свом раду он је презентовао нове идеје о ширењу свемира у складу са општом теоријом релативитета. Леметр до закључка да се свемир шири долази посматрајући црвени помак објеката изван наше галаксије. Тада је црвени помак интерпретиран као Доплеров ефекат, на основу чега се закључује да се ти објекти удаљавају од нас.
Исте године Леметр се враћа на МИТ да представи своју докторску тезу Гравитационо поље у сфери флуида непроменљиве густине према теорији релативности (енгл. The gravitational field in a fluid sphere of uniform invariant density according to the theory relativity). Добио је звање доктора наука и био именован за редовног професора на Универзитету у Левену.
Тек 1930. године Едингтон је објавио енглески превод Леметровог рада из 1927. године са врло темељним коментарима. Тада је Едингтон увидео да је Леметр не само предвидео удаљавање галаксија, што је Едвин Хабл урадио две године после њега, већ је својим решењем премостио јаз између посматрања и теорије. Леметр је позван у Лондон да учествује на састанку Британског Удружења, везаном за релацију физичког Универзума и духовности. Управо тада је Леметр износи идеју о ширењу свемира, које почиње из почетног сингуларитета, и идеју о „исконском, примордијалном, атому” (енгл. Primeval Atom), коју је развио у раду који је објавио у Месечнику Краљевског астрономског удружења (енгл. Monthly Notices of the Royal Astronomical Society). Сам Леметр је своју теорију описао као „космичко јаје” које експлодира у моменту креације и она је касније названа теорија Великог праска.
Леметр 1933. године надограђује своју теорију ширења свемира и објављује детаљнију верзију у Аналима научног удружења из Брисела и тиме достиже своју највећу научну славу, толику да су га и америчке новине назвале славним Белгијанцем и описале га као вођу нове космичке физике.

## Признања
Дана 17. марта 1934, Леметр је добио Франки награду, најпрестижнију научну награду Белгије, од краља Леополда III. За добитника награде предложили су га Алберт Ајнштајн, Шарл де ла Вале-Пусан и Александар де Хемптан. Чланови међународног жирија били су Едингтон, Пол Ланжевен, Теофил де Дондер и Марсел Дехалу. Још једно одликовање, које белгијска влада даје за изузетне научнике, додељено му је  1950. године, и то као деценијска награда за период између 1933. и 1942. године.
Године 1936, Леметр добија награду Жил Жансен, највишу награду астрономског друштва Француске.
Изабран је за члана Папске академије наука 1936. године. Ту је преузео врло активну улогу, а и сам постао њен председник 1960. године и на тој функцији остао до своје смрти 1966. године.
Леметр је 1941. године изабран за члана Белгијске краљевске академије наука и уметности. Године 1946. је објавио књигу Хипотеза „исконског” атома (фр. L'Hypothèse de l'Atome Primitif). Такође, 1953. године му је додељена и прва Едингтонова медаља – награда коју додељује Краљевско астрономско друштво из Лондона.
Такође, био је номинован за бискупа 1960. године и то од стране Папе Јована XXIII.

### Названо по Леметру
- Кратер на Месецу
- Леметрове координате
- Астероид 1565 Леметр
- Аутоматизована космичка теретна летилица - Жорж Леметр
- Норвешка музичка група Леметр

## Крај живота
Пред крај свог живота, Леметр се посветио алгебри и нумеричкој математици и показивао је све више интересовања за тадашње „машине за рачунање”, да би га развој рачунара и програмски језици временом потпуно обузели. Жорж Анри Леметр умро је 20. јуна 1966. године, након што је сазнао да је откривено микроталасно позадинско зрачење, као доказ његове теорије настанка света.